# Ben Nugent
Ben William Nugent (* 29. November 1992 in Welwyn Garden City) ist ein englischer Fußballspieler.

## Karriere
Ben Nugent erlernte das Fußballspielen in der Jugend von Cardiff City in Cardiff. Hier unterschrieb er am 1. Juli 2012 seinen ersten Vertrag. Der Verein aus Wales spielte er in der zweiten englischen Liga. Am Ende der Saison 2012/13 feierte er mit dem Verein die Meisterschaft und den Aufstieg in die erste Liga. Nach dem Aufstieg wechselte er im August 2013 auf Leihbasis zum englischen Drittligisten FC Brentford. Nachdem er in der Hinrunde nicht zum Einsatz gekommen war, wechselte er im Februar 2014 ebenfalls auf Leihbasis zum Drittligisten Peterborough United. Mit dem Verein aus Peterborough spielte er elfmal in der Liga. Die Saison 2014/15 wurde er an den Drittligisten Yeovil Town verliehen. Nach Vertragsende in Cardiff wechselte er im August 2015 zum Drittligisten Crewe Alexandra. Am Ende der Saison 2015/16 musste er mit dem Verein als Tabellenletzter in die vierte Liga absteigen. Nach zwei Spielzeiten, in denen er 59 Ligaspiele bestritt, wechselte er im August 2017 für eine Saison nach Gillingham zum Drittligisten FC Gillingham. Hier stand er 23-mal in der Liga auf dem Spielfeld. Von Juli 2018 bis September 2018 stand er beim Viertligisten FC Stevenage in Stevenage unter Vertrag. Im September 2020 wechselte er in die fünfte Liga zum FC Barnet. Hier bestritt er 23 Ligaspiele. Über den unterklassigen Verein Gloucester City AFC zog es ihn im Juli 2023 nach Kambodscha. Hier nahm ihn der in Siem Reap beheimatete Erstligist Angkor Tiger unter Vertrag. Nach zwei Spielzeiten, in denen er 44 Erstligaspiele bestritt, ging er im Sommer 2025 nach Thailand, wo ihn der Zweitligist Bangkok FC unter Vertrag nahm.

## Erfolge
Cardiff City
- Englischer Zweitligameister: 2012/13  ▲